# Esmaragd de Ravenna
Esmaragd (en llatí Smaragdus) fou exarca de Ravenna per dues vegades, del 585 al 589 i del 603 al 611.
Durant el seu primer mandat, Esmaragd va fer una aliança amb els francs i els àvars contra els enemics permanents de l'Exarcat, els longobards, amb la intenció d'extingir el poder llombard abans que s'hagués pogut consolidar. L'esforç va ser en va, perquè els francs fan defallir en el combat contra els longobards. Un dels fets militars notables durant el seu primer regnat va ser la recuperació de Classis, el port de Ravenna, en poder dels longobards, el 588.
Era conegut per ser un governant oposat violentament als partidaris de la controvèrsia dels Tres Capítols i va ordenar a l'arquebisbe cismàtic d'Aquilea (llavors establert a Grado) i als seus seguidors, presentar-se a Ravenna per un concili. El concili no va poder resoldre la controvèrsia i llavors va obligar el bisbe a declarar la seva lleialtat a la fe ortodoxa.
Les violències per les qüestions religioses i una acusació de bogeria van aconsellar la seva destitució el 589, i van ocupar el càrrec Romà de Ravenna (589-598) i Cal·línic (598-603), però el 603 l'emperador Flavi Focas el va restablir en el càrrec. Es va trobar en plena guerra amb els longobards i va refusar entregar la filla del rei Agilulf i el seu espòs que havien estat fets presoners el 601. Represa la guerra, el juliol del 603, Cremona, Màntua, Vulturina i altres llocs del nord d'Itàlia van caure en mans dels longobards, i finalment Esmaragd va entregar als ostatges per evitar majors pèrdues, conservant la pau per la resta del seu govern.
Quan Flavi Focas fou assassinat, fou substituït en el càrrec d'exarca per Joan I Lemigi (611-615).